# 機動警察パトレイバー 〜ゲームエディション〜
『機動警察パトレイバー〜ゲームエディション〜』（きどうけいさつパトレイバー〜ゲームエディション〜）は、2000年11月30日にバンダイビジュアル株式会社から発売されたPlayStation用アクションゲーム。

## 概要
全十話のオリジナルストーリーモードと3Dポリゴンの格闘モードを併用。プレイヤーは特車二課第二小隊のイングラム三号機の新人フォワード（パイロット）として、同じく配属となったバックアップの空谷みどりと共に事件解決に尽力することになる。加えて、ゲーム版オリジナルの機体としてガネーシャが登場する。
ストーリーモードは基本的にオリジナルシナリオを含む全10話がテレビアニメ仕立ての構成となり主人公の視点で進行する。セリフはフルボイスだが主人公のセリフはなく、名前や顔も登場しない（そのため、「巡査」やレイバーに搭乗中は「三号機」と呼ばれている）。
三号機の頭部がECM装置を装備した、所謂「メデューサ」タイプへ変更されるエピソードなど、テレビシリーズや『機動警察パトレイバー the Movie』『機動警察パトレイバー 2 the Movie』を繋ぐストーリーとなっている。そのため、細かい設定などはテレビシリーズと劇場シリーズの折衷的な採択がされており、どちらの世界観にも連なるものと自由に解釈できる。
格闘モードは相手に掴みかかった後にコマンド入力を行うことで、パンチやキックと言ったアクションを起こせる。コンボが決まればエルボーやジャイアントスイングといった多種多様なアクションを行うことが可能である。また、リボルバーカノンによる射撃モードも再現されている。射撃モード中は全く動けず、弾丸は6発のみとなる。標的との距離が遠くなるほど照準がブレて命中させるのが難しくなる。
格闘モード終了時にランクとバッテリー残量、コンボ数、被ダメージの他、周辺への被害金額が、最終話終了後に総被害金額と総修理費が表示される。プレイ次第では、被害金額が億単位まで増加する場合もあるが、ゲームクリアへの影響はない。だが、任務失敗後にコンティニューを行わないと、「特車二課解体」というゲームオーバーを見ることになる。
各シナリオのラストに翌日の「新聞」としてマスコミ視点からの各エピソードの世間からの評価を見ることができる。
レイバーに搭乗しての戦闘という独自のシステム、フルボイスのヒロインや特車二課の面々などから、知名度は低いがゲームとしての評価は高い。

## ストーリー
特車二課第2小隊は進士が総務課に出向、ひろみは長期研修と人員不足を受け、養成学校を卒業したばかりの空谷みどりと主人公（名前の設定はなし）を新たに迎える。それに伴い、予備機扱いだったイングラム三号機も本格的に運用が開始されることとなった。
その矢先、横浜ベイブリッジにてレイバーによる破壊活動が発生する。三号機の活躍でレイバーの活動を停止させることに成功するが、コックピットのハッチを開けた途端自爆してしまう。しかし、調査の結果レイバーに誰かが搭乗していた痕跡はなかった。これに対し、後藤隊長は松井刑事に独自に調査を依頼する。
そして、この無人レイバー事件の裏には、ある野望を目論むアメリカ人技師、クリシュナ・アマルナートの影があることを掴む。

## 登場人物
- 泉野明：冨永みーな
- 篠原遊馬：古川登志夫
- 太田功：池水通洋
- 熊耳武緒：横沢啓子
- 後藤喜一：大林隆介
- 松井刑事：西村知道
- シバ シゲオ：千葉繁

※進士やひろみは未登場である。

### ゲームオリジナルキャラクター
空谷はゲーム完成前に「東京ゲームショウ99」で事前に発表された資料では「空谷みあ」の名称で、製品版とは印象が大きく異なる容姿のイラストが添えられていた。また、三号機フォワードに関してもこの段階では「森園健」の名称と全身イラストが添えられていた。共にデザインは高田明美の手によるもの。それぞれのイラストはスタジオぴえろHP内の高田のコラムの過去ログで今も閲覧できる。
主人公（三号機フォワード）
本作の主人公。劇中ではその容姿と氏名が明らかにならず、隊員からも「三号機」（空谷からは他にも「巡査」とも）としか呼ばれる事が無かった。
後ろ姿は何度か登場し、髪は茶色で描かれている。また、第九話のエピローグにて目元は影で隠れているが、一応全身像が描かれている。ただし台詞はない。第3話の事件の新聞では元プロレスラーの酔っ払いの乗ったヘラクレス21を倒した後に三号機にてサムズダウンポーズをしている写真が掲載されている。また、第7話クリア後の新聞には横浜ベイブリッジ上でブロッケンにドロップキックを食らわせる三号機の写真が掲載された。
空谷みどり
声：鶴野恭子
主人公と共に特車二課第2小隊へ赴任する。イングラム3号機に搭乗することになり、厳しい研修をくぐり抜けて指揮者を担当することになる。物静かで純真な性格であるが、後藤曰「静かに切れるタイプ」。
クリシュナ・アマルナート
声：若本規夫
本作の事件の首謀者。
とある紛争の続く国の出身であり、幼いころから戦場で育ち現地徴用の少年兵として戦闘に参加していた。14歳の頃に砲撃で、親兄弟と指をなくしている。その後は後方の施設送りとなるが、頭脳が明晰だったために17歳の時にアメリカに留学し電子工学を専攻する。博士課程を首席で卒業後に、アメリカに亡命した。技術士官として軍に入隊後は新型レイバー「ガネーシャ」の開発主任として、シャフト・ジャパンとの提携の関係で日本へとやってきた。だが、来日後に逃亡し、環境保護テロ組織「海の家」に参加。自らの開発した無人プログラムによって無人機化したレイバーによるテロに手を貸すようになる。その目的は、物語後半に明かされる。
作中、特車二課にハッキングを行う。
日我山
声：うえだゆうじ（ゲームエンディングでは上田祐司表記）
第0話「月月火水木金金」にのみ登場する訓練生。同話で主人公と模擬戦を行う。それ以外に出番はない。
逃亡した「海の家」構成員
テロ組織「海の家」の構成員。第2話「補給線を守れ!」に登場。複数人（少なくとも2人）いる模様だが、顔や声がゲーム上表示されるのはプレイヤーと対峙する一人のみ。組織内部で問題を起こして組織から逃走、工事現場のレイバーを盗み出して二課棟近くに潜伏していた。空腹に耐えかねていたところ、特車二課への上海亭の出前が目に入りそれを強奪した。その後、上海亭の出前を囮にした待ち伏せ作戦により身柄を確保されるが、空腹の二課の面々から制裁が加えられた模様。
ヘラクレス仮面
声：龍田直樹
第3話「最強伝説」に登場する、劇中にて引退試合を行った覆面プロレスラー。
引退後に仕事が無いことにむしゃくしゃして酒を飲んでいたところ、川崎のコンビナートでのテロを計画したテロリストに「スカッとする方法がある」とそそのかされ、用意されたレイバーに乗り込んで秋葉原電気街にて破壊活動を行った。結局はテロの陽動として利用されたにすぎなかったが、身柄確保時の情けない姿にヘラクレス仮面のファンであった空谷は「普通の人なんですね」と幻滅していた。しかし後藤に「お前が見ていたのは、あいつの演じていたプロレスラーという役柄」「誰だって蓋を開ければ、普通の自分が入っている」と諭されている。
なお、声を担当した龍田直樹はこのほか、作中「公安の刑事」や空谷の「医者の伯父さん」も演じている。
便乗犯
第6話「レイバー・カーニバル」に登場。連続する無人レイバー暴走事件にかこつけた便乗犯。空谷みどりがレイバーから降車するよう呼びかけられた際、第2小隊の名を聞いた途端逃走を図った。制圧時には命乞いまでしており、それを聞いた太田は「犯罪者は俺たちの名を聞いただけで逃げ出す」とまんざらでもない様子だった。
トラック運転手
第7話「橋上の死闘」に登場。クリシュナの協力者で、強奪したブロッケンを搭載した冷凍車を運転していた。横浜ベイブリッジでの警察の検問に際して、クリシュナと自分が「海の家」から切り離されたことを悟る。その後、クリシュナは時間稼ぎのためブロッケンに搭乗して起動、運転手はトラックにてそのまま逃走を図った。

## その他
- ゲーム中、一枚絵では主人公を初めとするフォワード陣が被っているヘッドギアはテレビ版のものだが、会話ウインド内のアイコンでは劇場版二作目のものを被っているなど、差異が発生している。

- PlayStation用ゲームソフト『超時空要塞マクロス 愛・おぼえていますか』に、本作の体験版が収録されている。登場するオリジナルキャラクターは「東京ゲームショウ99」で公開されたキャラクターである。ゲームシステムは本作とは異なり、よりアクション性の強い内容であった。本作第一話の台詞に若干、体験版からの名残が見られる。

- 発売前の宣伝として、2000年10月に文化放送の超機動放送アニゲマスター内のコーナーとして「こちらパトレイバー整備班」が放送された。パーソナリティは、千葉繁と渡邉由紀。内容は、シバ シゲオが渡邉由紀演じる、番組オリジナルキャラクターで、新人整備士ワタベユリを鍛えるドラマ風トーク。最終回のゲストとして檜垣亮が招かれた。

## 製作スタッフ
- 原作：ヘッドギア
- ゲーム企画・原案：プロダクションI.G
- 監督・脚本・演出・絵コンテ：檜垣亮
- キャラクターデザイン：高田明美・出羽直樹
- メカニックデザイン：出渕裕
- 作画監督：黄瀬和哉
- 新聞デザイン：藤咲淳一
- 音楽・制作進行：岩品新
- プロデューサー：杉田敦・国崎久徳
- エグゼクティブプロデューサー：渡辺繁・石川光久
- アニメーション・ゲーム制作：プロダクションI.G
- 製作：バンダイビジュアル株式会社・株式会社プロダクションI.G